# Minimumloon

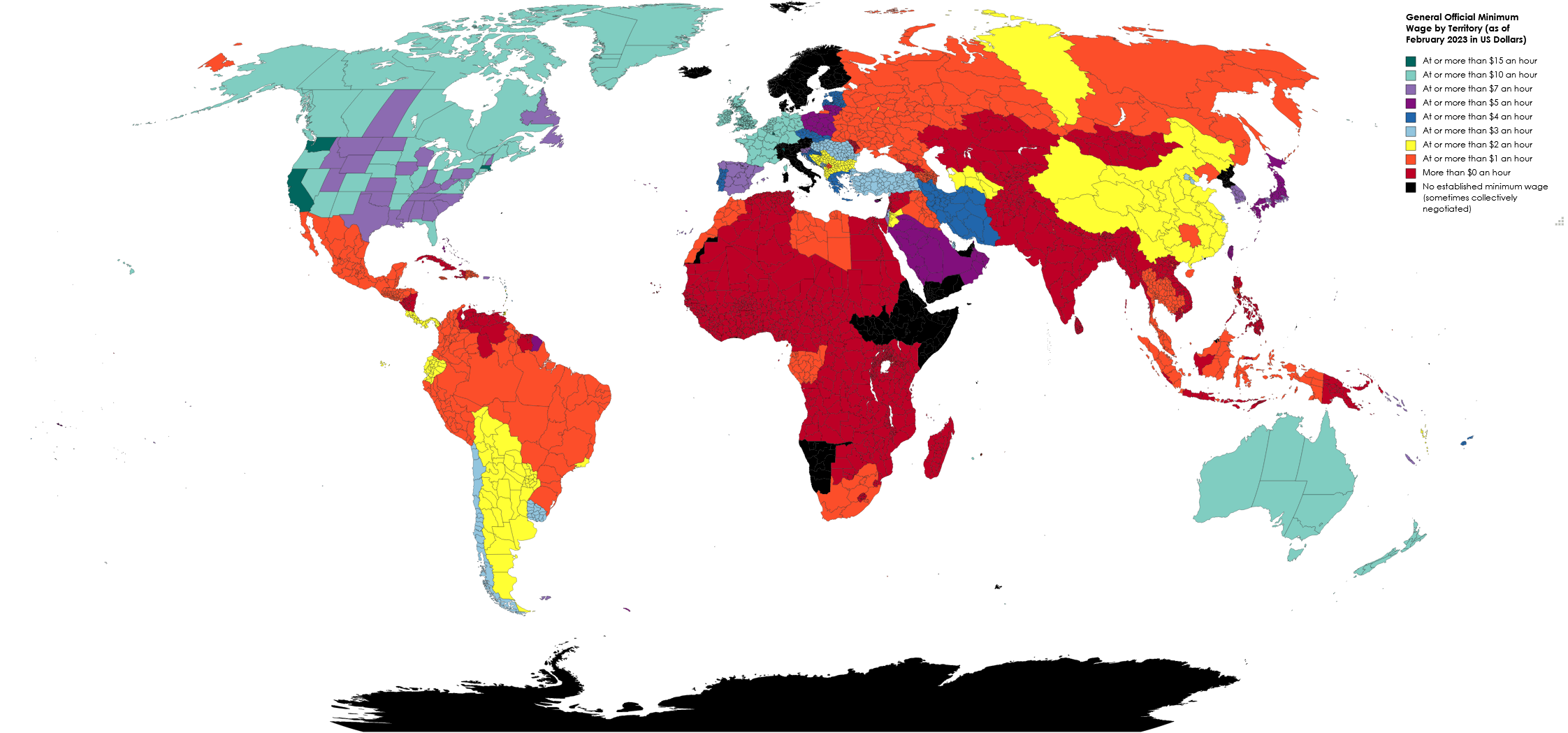
Minimumuurloon in Amerikaanse dollars wereldwijd (02/2023)

Het minimumloon is het laagste bedrag dat een werkgever wettelijk verplicht is aan een werknemer als loon te betalen. Een minimumloon kan zijn uitgedrukt als uurloon, of loon per maand of per week. Het minimumloon is altijd uitgedrukt als brutoloon, zonder inhouding van belastingen en sociale zekerheidsbijdragen.
Binnen de Europese Unie hebben 22 van de 27 lidstaten een minimumloon. De vijf EU-landen die geen minimumloon kennen zijn Oostenrijk, Denemarken, Finland, Zweden en Italië. Deze landen, met onder meer Noorwegen en Zwitserland, laten de bepaling van een minimumloon over aan werkgevers- en werknemersorganisaties.

## Economische effecten
Over de economische effecten van het minimumloon bestaat geen wetenschappelijke consensus onder economen.

### Toename institutionele werkloosheid
Tegenstanders van het minimumloon wijzen erop dat het minimumloon werkloosheid veroorzaakt. Dit is een vorm van institutionele werkloosheid waarbij volgens de neoklassieke economie het minimumloon marktruiming beperkt waardoor er geen evenwichtsprijs voor arbeid ontstaat waarbij aanbod en vraag gelijk zijn aan elkaar. Werkgevers zullen geen werknemers aannemen tegen het minimumloon als de arbeidsproductiviteit van die mensen dat loon niet rechtvaardigt. Het minimumloon is feitelijk een verbod om bepaalde werkzaamheden tegen een marktconform loon te verrichten. Het instellen van een minimumloon (in feite een minimumprijs voor arbeid) zou dan ook leiden tot een hogere werkloosheid onder mensen met een lage productiviteit, doordat sommige werkgevers naar alternatieven gaan zoeken zoals mechanisering, automatisering of zelfs outsourcing, als ze goedkoper blijken.

### Afname conjuncturele werkloosheid
Voorstanders stellen juist dat een minimumloon niet altijd tot werkloosheid hoeft te leiden. Sommige arbeid kan niet of maar moeilijk geautomatiseerd of aan het buitenland uitbesteed worden. Voorbeelden zijn werkterreinen als de dienstensector in het algemeen (waaronder de horeca) en de agrarische sector. Verhoging van het minimumloon laat dan de conjuncturele werkloosheid afnemen. Ook zou een minimumloon bijdragen tot een algehele verhoging van de arbeidsproductiviteit van een land. Mechanisering en automatisering leiden tot een hogere arbeidsproductiviteit van de werkenden. Scholing van arbeiders wier arbeidsproductiviteit niet boven het minimumloon uitkomt, wordt voor werkgevers een goede investering. Een verhoging van de arbeidsproductiviteit geeft een land een concurrentievoordeel.

## Situatie in België

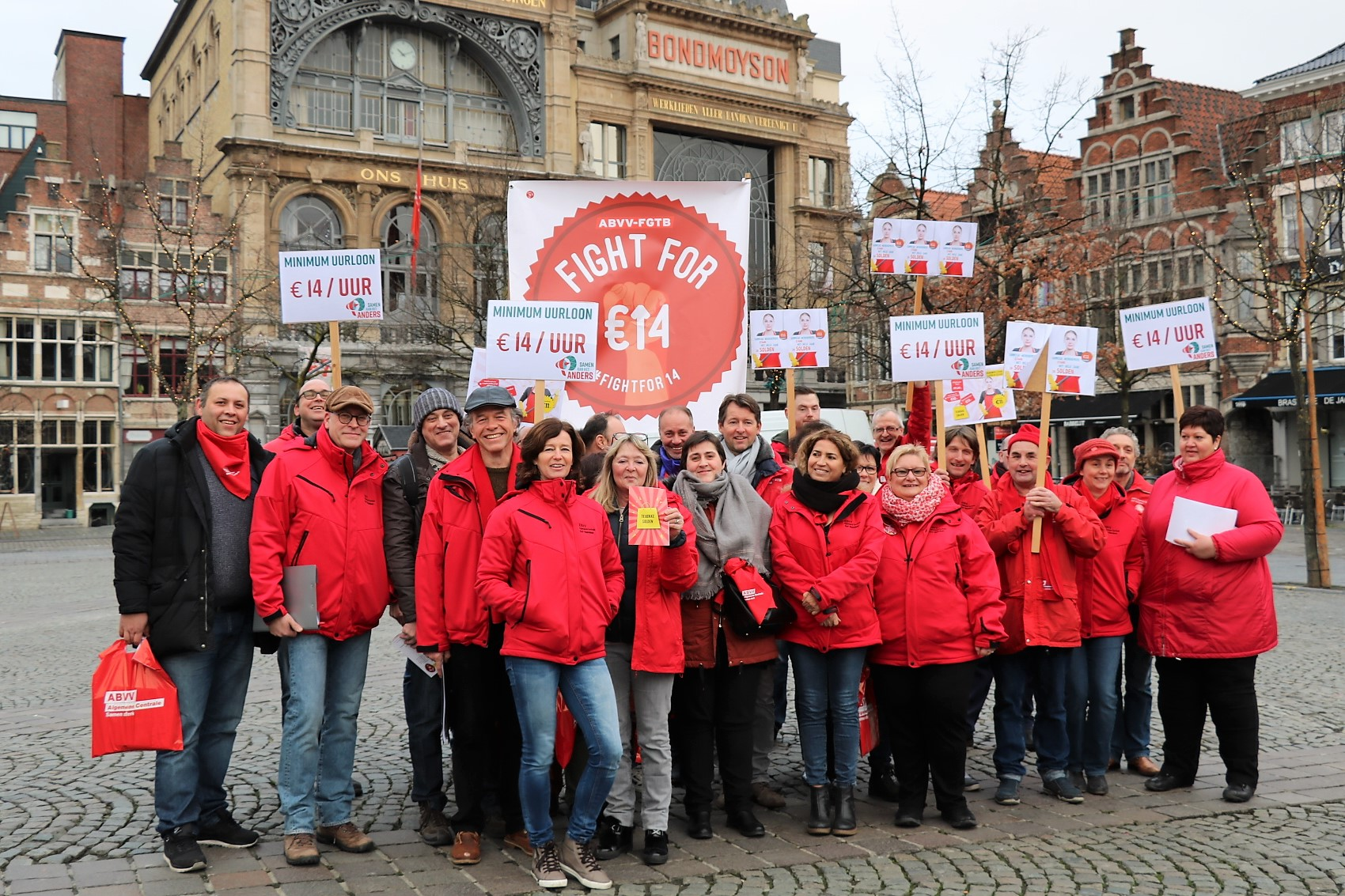
Vakbondsmilitanten van de socialistische vakbond ABVV bij de lancering van de Fight For €14-campagne in Gent in 2019. Het ABVV ijvert voor een bruto minimumloon van 14 euro per uur.

In België wordt het minimumloon (gewaarborgd gemiddeld minimum maandinkomen) geregeld door cao nummer 43 van de Nationale Arbeidsraad. Die cao wordt regelmatig gewijzigd.
Bij ontstentenis van een in paritair comité gesloten andersluidende collectieve arbeidsovereenkomst, heeft het gemiddeld minimum maandinkomen betrekking op alle elementen van het loon die verband houden met de normale arbeidsprestaties waarop de werknemer rechtstreeks of onrechtstreeks ten laste van zijn werkgever recht heeft. Deze elementen omvatten onder meer het loon in geld of in natura, het vast of veranderlijk loon alsmede de premies en voordelen waarop de werknemer recht heeft ten laste van de werkgever uit hoofde van zijn normale arbeidsprestaties, d.w.z. de prestaties die in de arbeidswet en in de collectieve arbeidsovereenkomsten vermeld zijn en die per onderneming in het arbeidsreglement worden gepreciseerd (art 5 cao 43).
Zo wordt de eindejaarspremie meegerekend, maar het enkel en dubbel vakantiegeld niet. Ook overloon en sociale uitkeringen die toegekend worden naar aanleiding van schorsingsperiodes van de arbeidsovereenkomst komen niet in aanmerking.

### Gewaarborgd gemiddeld minimum maandinkomen
Anno 2021 bedraagt het gewaarborgd gemiddeld minimum maandinkomen respectievelijk:
- € 1.994,18 (vanaf 18 jaar),

Deze bedragen zijn indexgebonden en worden dus jaarlijks aangepast.
Ieder paritair comité of op ondernemingsvlak kan er in een cao een hoger gewaarborgd minimum maandinkomen vastgesteld worden. Zo krijgen arbeiders in paritair comité 1040000 (ijzernijverheid) een minimumloon van 2.020,50 . De Federale Overheidsdienst Werkgelegenheid, Arbeid en Sociaal Overleg houdt een overzicht bij van de minimumlonen per paritair comité.
Cao nr 43 is niet van toepassing op de personen die tewerkgesteld zijn in een familie-onderneming waar gewoonlijk alleen bloedverwanten, aanverwanten of pleegkinderen arbeid verrichten onder het uitsluitend gezag van de vader, de moeder of van de voogd. Zij is evenmin van toepassing op de werknemers die gewoonlijk zijn tewerkgesteld gedurende periodes die minder dan een kalendermaand bedragen.

### Aantal mensen
De Hoge Raad voor de Werkgelegenheid houdt ook bij hoeveel mensen het minimumloon krijgen. In 2021 kregen 144.000 mensen minder dan 105% van het minimumloon. De meeste hiervan werken als uitzendkracht bij taxibedrijven, beschutte werkplaatsen en de socioculturele sector.

## Situatie in Nederland

### Europese deel van Nederland
De Nederlandse Wet minimumloon en minimumvakantiebijslag bepaalt hoe hoog het minimumloon is. De afkorting WML wordt gebruikt voor zowel de wet als het bedrag (wettelijk minimumloon).
Van 15 tot en met 21 jaar is dit mede afhankelijk van de leeftijd van de werknemer. Het is ook afhankelijk van het aantal uren dat een volledige werkweek bedraagt conform de cao. Onder de 15 jaar geldt geen wettelijk minimumloon.
Het minimumloon is in Nederland ingevoerd op 27 november 1968. Het werd toen vastgesteld op 100 gulden per week voor 25-jarigen.
Op 1 juli 2017 trad de Wet van 25 januari 2017, houdende wijziging van de Wet minimumloon en minimumvakantiebijslag en enige andere wetten in verband met de verlaging van de leeftijd waarop men recht heeft op het volwassenminimumloon, in verband met stukloon en meerwerk en enige andere wijzigingen in werking, voor wat betreft de invoering van het volle minimumloon voor 22-jarigen.
Het minimumloon wordt twee keer per jaar (in januari en juli) aangepast aan de gemiddelde ontwikkeling van de cao-lonen. Bij een volledige werkweek bedroeg het volle minimumloon voor werknemers van 23 jaar en ouder
- per 1 juli 2013: € 1477,80 bruto per maand
- per 1 januari 2014: € 1485,60 bruto per maand[6]
- per 1 januari 2016: € 1.524,60 bruto per maand
- per 1 juli 2016: € 1.537,20 bruto per maand
- per 1 januari 2017: € 1.551,60 bruto per maand[7]

Sinds 1 juli 2017 is het volle minimumloon verschuldigd aan werknemers van 22 jaar en ouder. Bij een volledige werkweek bedraagt het:
- per 1 juli 2017: € 1.565,40 bruto per maand[8]
- per 1 januari 2018: € 1.578,- bruto per maand
- per 1 juli 2018: € 1.594,20 bruto per maand[9]
- per 1 januari 2019: € 1.615,80 bruto per maand
- per 1 juli 2019: € 1.635,60 bruto per maand[10]
- per 1 januari 2020: € 1.653,60 bruto per maand
- per 1 juli 2020: € 1.680,00 bruto per maand[11]
- per 1 januari 2021: € 1.684,80 bruto per maand
- per 1 juli 2021: € 1.701,00 bruto per maand[12]
- per 1 januari 2022: € 1.725,00 bruto per maand
- per 1 juli 2022: € 1.756,20 bruto per maand[13]
- per 1 januari 2023: € 1.934,40 bruto per maand
- per 1 juli 2023: € 1.995,00 bruto per maand[14]

Deze bedragen zijn exclusief een vakantiebijslag van minimaal 8%. In totaal is het bruto minimumloon per 1 juli 2023 daarmee € 2154,60 per maand, dit is € 25.855,20 per jaar.
De Wet invoering minimumuurloon heeft per 1 januari 2024 de Wet minimumloon en minimumvakantiebijslag gewijzigd door invoering van een minimumuurloon. Dit maakt verschil, omdat het normale aantal uren dat in een sector als voltijd geldt, de zogenoemde normale arbeidsduur, niet in alle sectoren hetzelfde is. Hiermee samenhangend zorgt de wet voor een eenmalige extra verhoging van het minimumloon per maand bij bedrijven waar de normale arbeidsduur meer dan 36 uur per week is.
Vanaf 2024 bedraagt het minimumloon:
- per 1 januari 2024: €13,27 bruto per uur[19]
- per 1 juli 2024: €13,68 bruto per uur[19]
- per 1 januari 2025:  €14,06 bruto per uur[20]

Dit bedrag is exclusief de vakantietoeslag die minimaal 8% bedraagt. In totaal komt dit dan neer op een uurloon van €15,18. In het geval van een 40-urige werkweek bedraagt het loon €31.560 per jaar (€2.630 per maand).
Met toepassing van het schijventarief van box 1 en één algemene heffingskorting geeft dit een netto bedrag. Dit is na de afbouw van de dubbele heffingskorting in het referentieminimumloon het uiteindelijke referentieminimumloon. Voor een alleenstaande die voltijds werkt voor het minimumloon wordt dit bedrag verhoogd met de arbeidskorting. Bij partners waarbij dit op een van toepassing is terwijl de ander bruto geen inkomen heeft, is het gezamenlijke netto inkomen nu hoger door de gedeeltelijke uitbetaling van de algemene heffingskorting, maar die wordt geleidelijk afgebouwd (zie heffingskorting).
Een 21-jarige heeft bruto recht op 100% van het bruto minimumloon, een 20-jarige op 80%, een 19-jarige op 60%, een 18-jarige op 50%, een 17-jarige op 39,5%, een 16-jarige 34,5% en een 15-jarige op 30%.
In sommige gevallen is loondispensatie mogelijk: de werkgever hoeft minder loon te betalen aan werknemers die door een beperking minder productief zijn. Deze werknemers krijgen een aanvullende uitkering. In de Participatiewet wordt de toepassing hiervan uitgebreid.
Als basis voor de berekening van bepaalde uitkeringen blijft er een minimummaandloon. 
Het minimumloon is per 1 januari 2023 met 8,05 %-punt extra, in totaal met 10,15%, verhoogd. Dit werkt door in sociale minimumuitkeringen zoals bijstand. Dit geldt ook voor de AOW-uitkeringen. Wel wordt de IOAOW afgeschaft, dus per saldo stijgt de AOW niet volledig mee met het minimumloon.

### BES-eilanden
De Wet minimumlonen BES bepaalt de hoogte van het minimumloon. Het bruto minimumuurloon bedraagt in januari 2013 voor werknemers van 21 jaar en ouder $ 4.55, $ 4.89 of $ 4.61 Amerikaanse dollar in respectievelijk Bonaire, Sint Eustatius of Saba. Een 20-jarige heeft recht op 90% daarvan, een 19-jarige op 85%, een 18-jarige op 75% en 16- en 17-jarigen op 65%.
| Minimumloon Car.Ned. (bedragen per uur) | Perc. | Bonaire 2018 | Bonaire 2019 | St.Eustatius 2018 | St. Eustatius 2019 | Saba 2018 | Saba 2019 |
| --------------------------------------- | ----- | ------------ | ------------ | ----------------- | ------------------ | --------- | --------- |
| 21 jaar en ouder                        | 100%  | $ 4.76       | $ 5.16       | $ 6.09            | $ 6.46             | $ 5.68    | $ 6.21    |
| 20 jaar                                 | 90%   | $ 4.28       | $ 4.65       | $ 5.48            | $ 5.81             | $ 5.11    | $ 5.59    |
| 19 jaar                                 | 85%   | $ 4.05       | $ 4.39       | $ 5.17            | $ 5.49             | $ 4.82    | $ 5.28    |
| 18 jaar                                 | 75%   | $ 3.57       | $ 3.87       | $ 4.57            | $ 4.84             | $ 4.26    | $ 4.66    |
| 17/16 jaar                              | 65%   | $ 3.09       | $ 3.36       | $ 3.96            | $ 4.20             | $ 3.69    | $ 4.04    |

## Andere landen

### Europese Unie
Binnen de Europese Unie hebben anno 2023 tweeëntwintig van de zeventwintig leden een nationaal minimumloon. Landen zonder minimumloon zijn de Scandinavische landen Denemarken, Finland en Zweden en Italië en Oostenrijk. Cyprus kent sinds 2023 een landelijk minimumloon. Dit Cypriotisch minimumloon geldt niet voor werknemers in de landbouw, scheepvaart en huishoudelijk werk (en geldt ook niet voor het Turkse noordelijke deel, die heeft wel zijn eigen minimumloon).
De hoogte van het wettelijke bruto minimumloon in de EU-landen liep in 2021 uiteen van 332 euro in Bulgarije tot 2.202 euro in Luxemburg. In Europa heeft Luxemburg het hoogste minimumloon, gevolgd door Ierland, Nederland en België.
Van de zeven kandidaatleden hebben vijf een minimumloon, dat zijn Montenegro, Noord-Macedonië, Albanië, Servië en Turkije. Kosovo heeft geen nationaal minimumloon en binnen Bosnië & Hercegovina hebben de twee separate federaties Sprska en Bosnië en Herzegovina ieder hun eigen minimumloon. 
Sinds oktober 2022 kent de Europese Unie een minimumloon richtlijn (2022/2041). Deze richtlijn is bedoeld om alle lidstaten er toe te bewegen om werknemers een minimumloon te garanderen die kan voorzien in het levensonderhoud. Daarnaast dienen de lidstaten procedures en regelgeving op te stellen die het voor 80% van de werknemers mogelijk maakt om collectieve arbeidsvoorwaarden uit te onderhandelen. Deze richtlijn geld voor alle leden van de EU. Leden die geen nationaal minimumloon hebben ingevoerd zijn niet verplicht dat alsnog te doen (Cyprus stond bij het opstellen van de richtlijn aan de vooravond om alsnog een nationaal minimumloon in te voeren). Landen dienen voor 15 oktober 2024 de richtlijn in hun nationale wetgeving hebben geïntegreerd. Bij de stemming binnen het Europees Parlement stemde politieke groepen ID en ECR grotendeels tegen. De Nederlandse partijen VVD, JA21 en SGP stemde tegen evenals de Belgische partijen Vlaams Belang en N-VA. Denemarken en Zweden stemde in de Raad van de Europese Unie tegen de invoering van deze richtlijn (Hongarije onthield zich van stem). Zij stellen dat landen zelf over hun minimumloon gaan. Samen zijn zij, na de totstandkoming van de richtlijn, een procedure gestart bij het Hof van Justitie van de Europese Unie om de richtlijn alsnog ongeldig te verklaren voor beide landen. Zij vinden de richtlijn een inbreuk op het recht van lidstaten om zelf hun loonbeleid vorm te geven. Een advies van de advocaat-generaal van het hof uit 2025 gaf hen daarin gelijk. De leden van het EEA zoals Noorwegen en IJsland zijn niet gebonden aan deze richtlijn.

#### Europese landen buiten de EU
Van de niet EU landen heeft Monaco sinds 1937 een minimumloon. Het minimumloon van Monaco wordt sinds 1984 in overeenstemming gebracht met die van die van de Franse stad Nice dan wel het departement Alpes-Maritimes. Het Verenigd Koninkrijk kent een minimumloon sinds 1989.
Zwitserland heeft geen nationaal minimumloon, ondanks een initiatief dat werd weggestemd in een referendum in 2014, maar enkele kantons (Genève, Ticino, Jura, Neuchâtel) hebben apart van elkaar wel een minimumloon vastgesteld. Voor afzonderlijke sectoren of bedrijfstakken zijn landelijk soms wel minimumlonen afgesproken in een cao. Die gelden voor alle bedrijven in die sector of bedrijven die de cao hebben ondertekend en dan soms alleen voor een bepaalde categorie werknemer. Liechtenstein kent net als buurlanden Oostenrijk en Zwitserland geen nationaal minimumloon. Wel kent het land per sector een cao afgesproken minimumloon. San Marino kent net als Italië geen minimumloon. Wel zijn er sectorale afspraken.
Net als de andere Scandinavische landen kennen IJsland en Noorwegen ook geen nationaal minimumloon. Wel kent het per sector of bedrijf een middels cao afgesproken minimumloon. In Noorwegen zijn sinds 1993 in een negental sectoren wel een minimumloon wettelijk vastgesteld maar dat verschilt per sector en per type werknemer. Voor het vaststellen van deze tarieven is in Noorwegen een Tarieven Raad opgericht die onder andere bestaat uit een lid van de werknemers- en van de werkgeversorganisatie. Het Noors minimumloon geldt niet voor Spitsbergen.

### Suriname
Suriname kent sinds 2014 een minimum uurloon, vastgelegd in de Wet Minimum Uurloon. Na evaluatie werd deze wet in 2019 vervangen door de Wet Minimumloon. Het minimumloon wordt bij deze wet vastgesteld op basis van een advies door de Nationale Loonraad, deze raad bestaat uit vertegenwoordigers van werkgevers- en werknemersverenigingen. Per sector of beroepsgroep mag afgeweken worden van het algemeen minimumloon, maar deze mag nooit lager zijn dan dit algemene minimumloon.
Het Surinaams minimumloon wordt per twee jaar vastgesteld. Het uurloon bedraagt:
- per 1 juni 2022: SRD 20,-[44]
- per 30 maart tot 30 juni 2023: SRD 30,-
- per 01 juli 2023 tot en met 31 december 2023: SRD 35,- dollar